# آن كيمورا
آن كيمورا (بالإنجليزية: Ann Kiyomura)‏ مواليد 22 أغسطس 1955 في سان ماتيو، هي لاعبة كرة مضرب أمريكية تلعب باليد اليمنى. هي إحدى بطلات الجراند سلام. أعلى تصنيف لها في الفردي كان المركز الـ 15 في سنة 1978.

## بطولات حققتها
- بطولة ويمبلدون

## النهائيات

### الزوجي (الألقاب 1, الوصافة 1)
| الحصيلة | السنة | البطولة                       | الشريك           | المنافس في النهائي               | النتيجة في النهائي |
| ------- | ----- | ----------------------------- | ---------------- | -------------------------------- | ------------------ |
| الفوز   | 1975  | ويمبلدون                      | كازوكو ساواماتسو | فرانسواز دور بيتي ستوف           | 7–5, 1–6, 7–5      |
| الوصافة | 1980  | بطولة أستراليا المفتوحة للتنس | كاندي رينولدز    | بيتسي نيجلسن مارتينا نافراتيلوفا | 4–6, 4–6           |

## روابط خارجية
- آن كيمورا على موقع رابطة محترفات التنس (الإنجليزية)
- آن كيمورا على موقع الاتحاد الدولي لكرة المضرب (الإنجليزية)
- آن كيمورا على موقع خلاصة التنس.كوم (الإنجليزية)